# Banksianatall
Banksianatall (Pinus banksiana) är en tallväxtart som beskrevs av Aylmer Bourke Lambert. Banksianatall ingår i släktet tallar, och familjen tallväxter. IUCN kategoriserar arten globalt som livskraftig. Arten förekommer tillfälligt i Sverige, men reproducerar sig inte. Inga underarter finns listade i Catalogue of Life.
Arten förekommer i centrala och sydöstra Kanada samt vid Stora sjöarna i angränsande områden av USA söderut till Pennsylvania. Den växer i låglandet och i kulliga områden upp till 800 meter över havet. Klimatet i regionen kännetecknas av långa snörika vintrar och korta varma somrar. Som mindre trädansamlingar hittas banksianatall även i den sydliga tundran. Arten kan uthärda bränder och den är ett av de första träden som etablerar sig på brandhärjad mark. Efter bränder hittas banksianatall vanligen tillsammans med Betula papyrifera och Populus tremuloides. Senare kan Picea mariana, Larix laricina, Picea glauca och Abies balsamifera tillkomma. I sydliga delen av utbredningsområdet bildas ofta blandskogar med arter av släktet Quercus (ekar) och med Acer rubrum (rödlönn).

## Bildgalleri

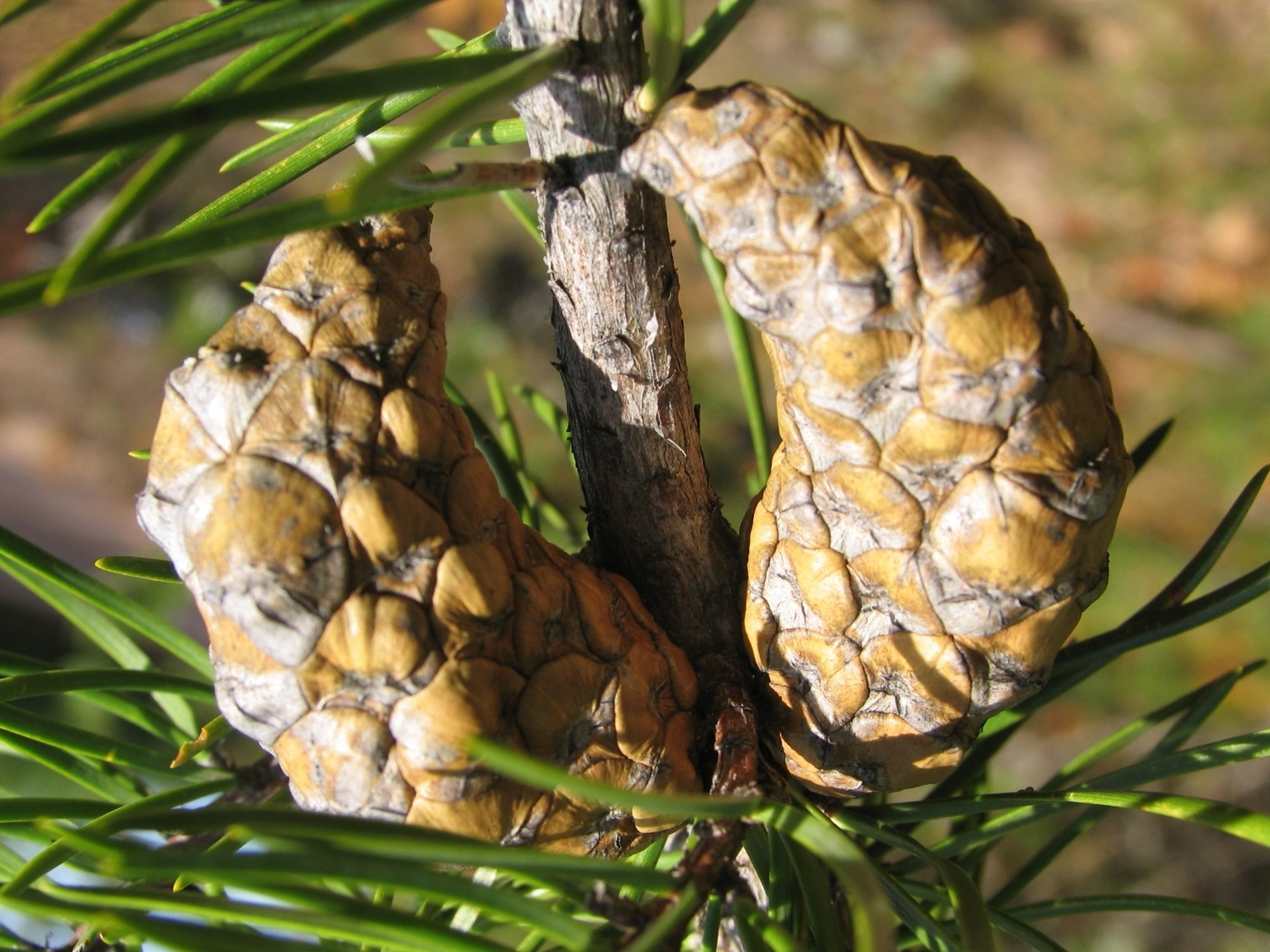
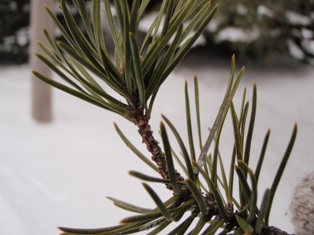
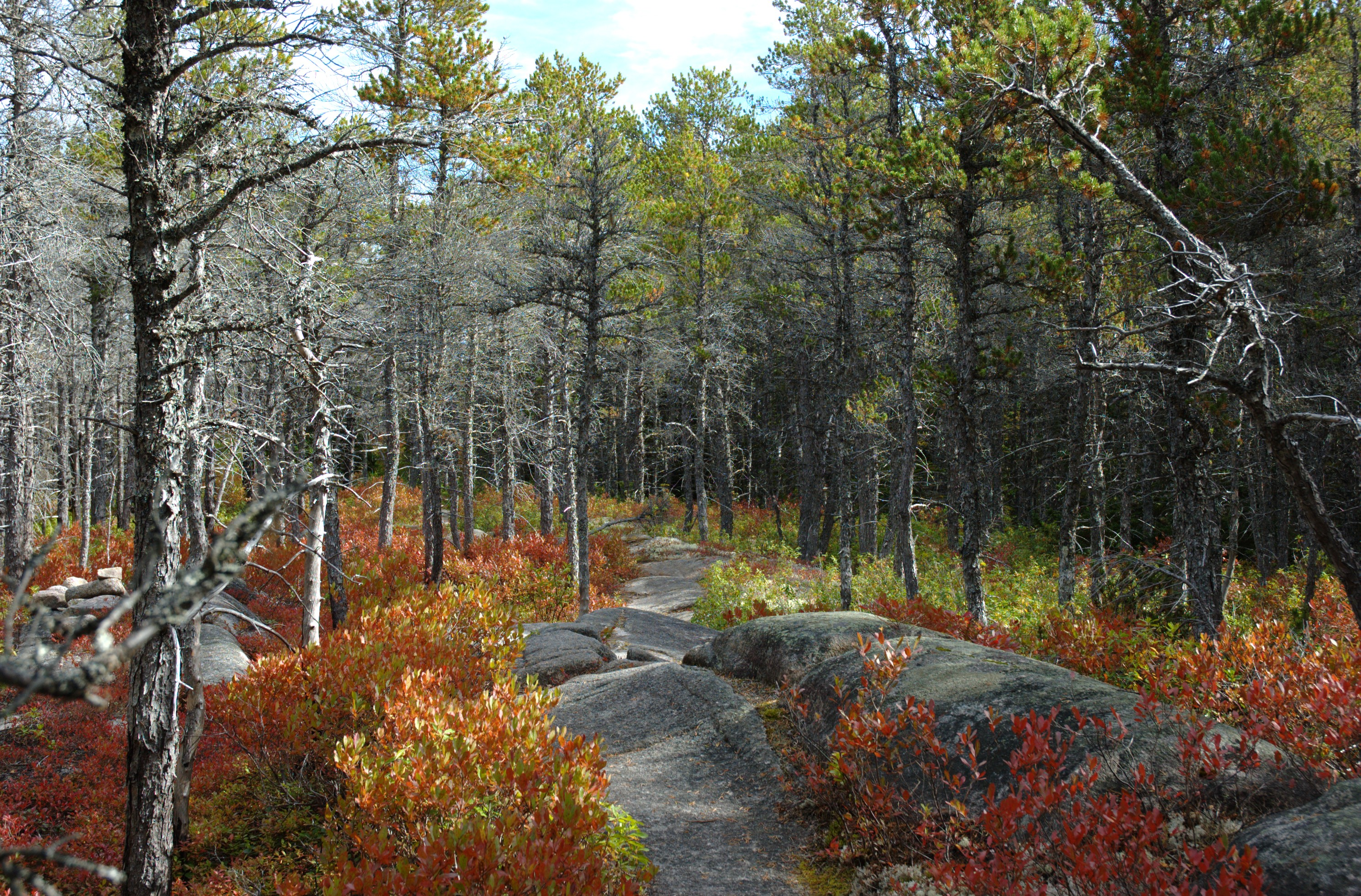
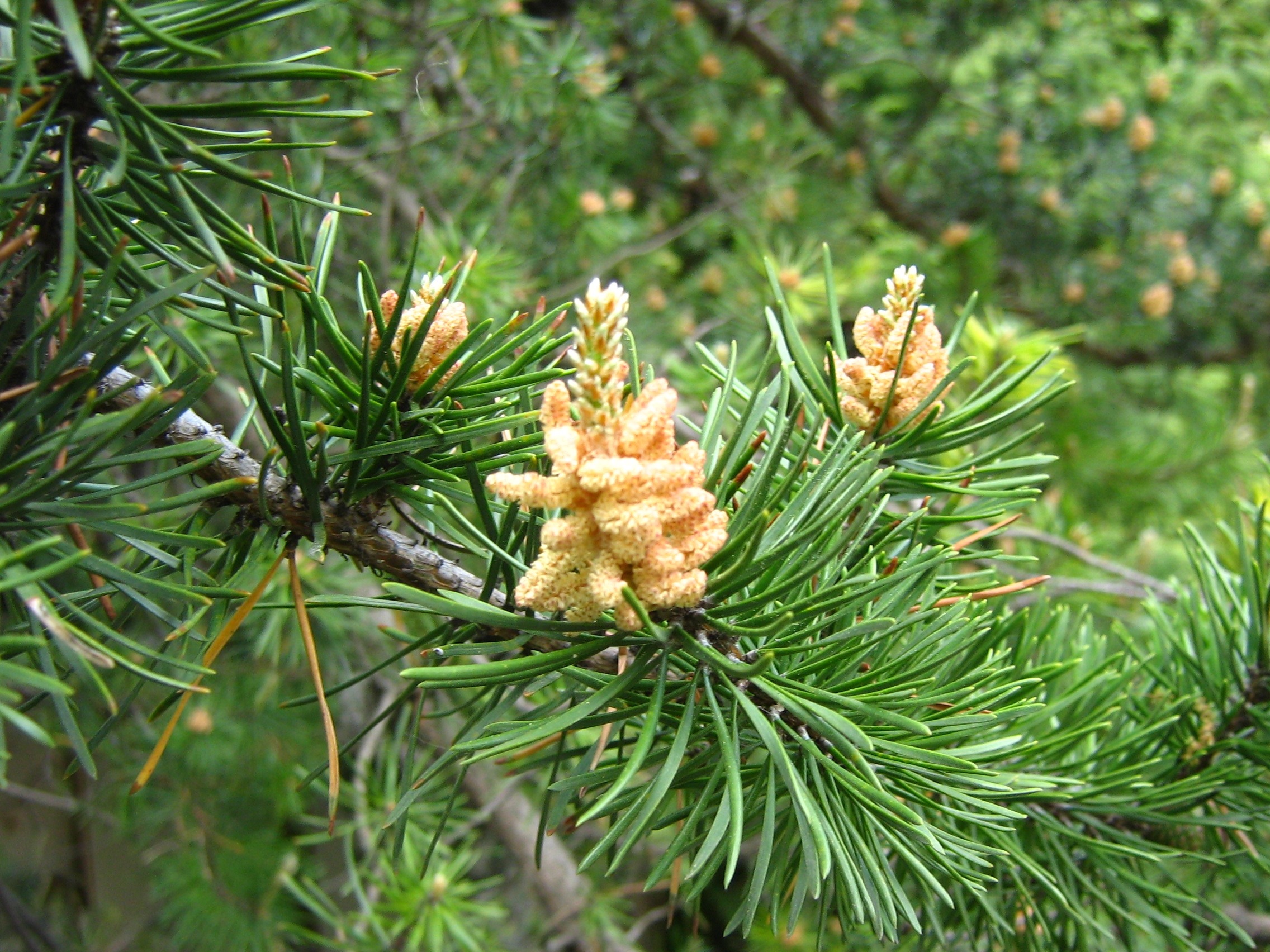
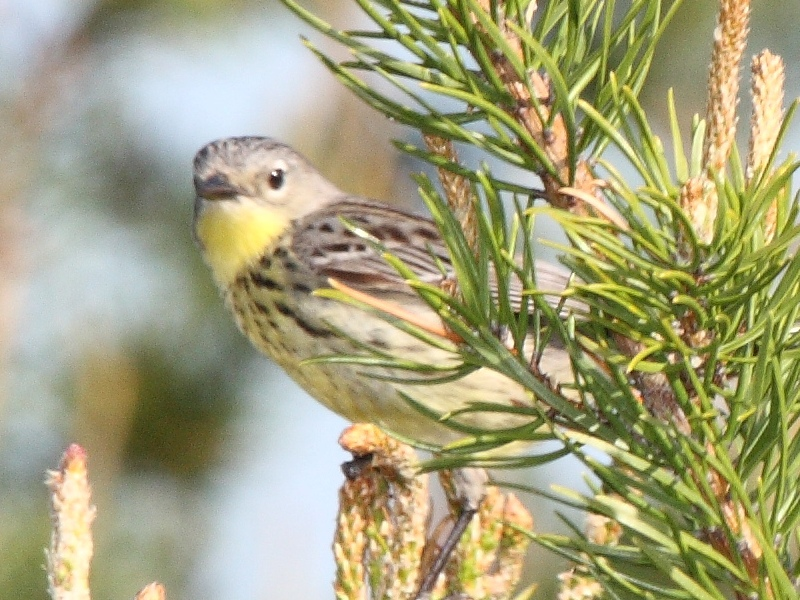
En banksianaskogssångare på trädet
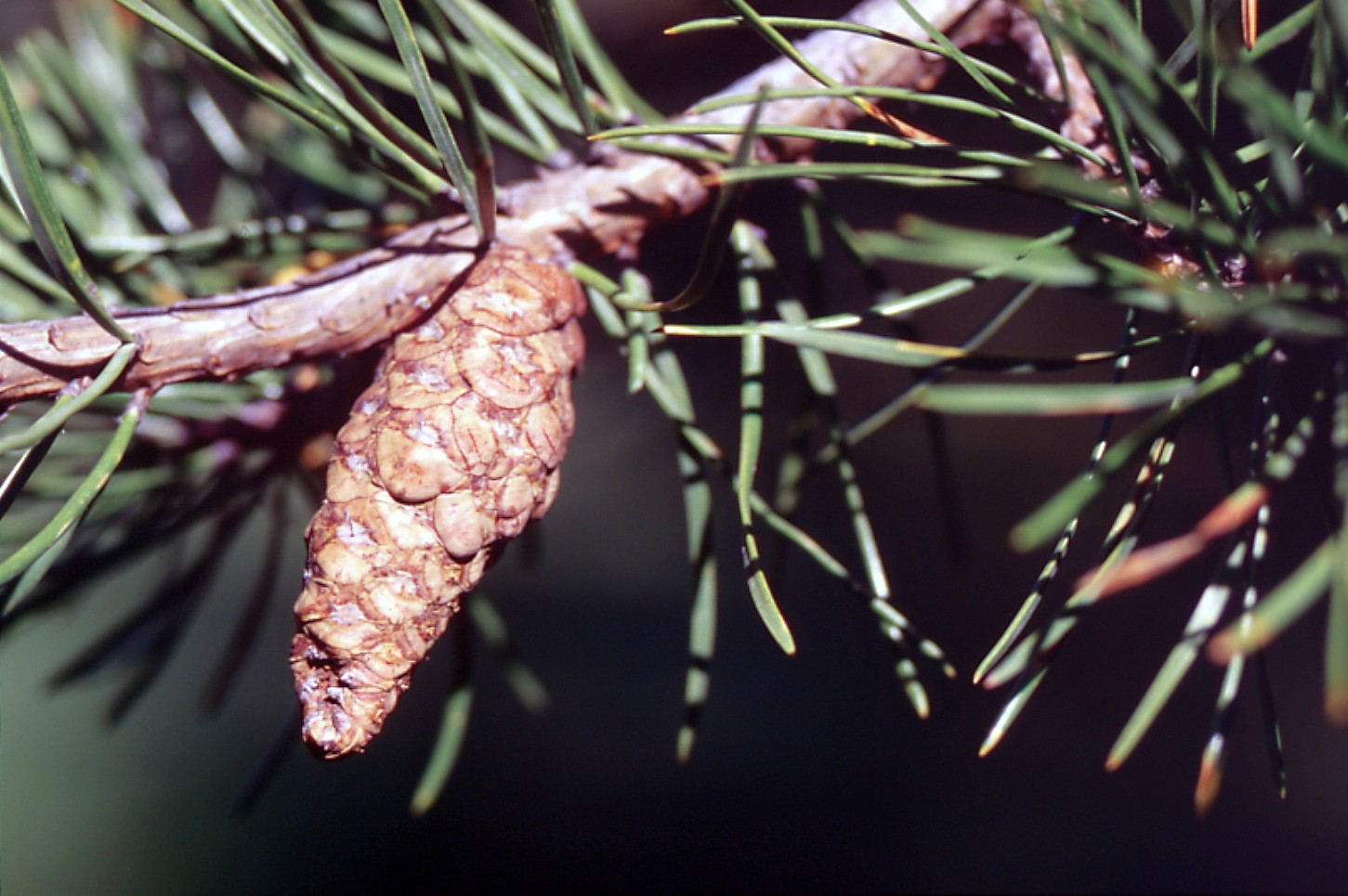